# Lista över trummisar
Detta är en lista över trummisar, alfabetiskt sorterad på efternamn. Inom parentes nämns vilka musikgrupper trummisen spelat, spelar eller spelade i. Som trummis räknas här en person som spelar trumset. Termen har valts istället för ordet trumslagare som har striktare klang, då den är mindre tvetydig - en trumslagare kan till exempel vara en person som spelar virveltrumma i en paradorkester.

## A
- Andy A (Melody Club)
- Josh Abbott (My Red Hot Nightmare, Ace Troubleshooter)
- Vinnie Paul (Pantera, Damageplan, Hellyeah)
- Dave Abbruzzese (Pearl Jam)
- Matt Abts (Gov't Mule)
- Sal Abruscato (Type O Negative)
- Alex Acuña (Weather Report, Koinonia)
- Daniel Adair (Nickelback, 3 Doors Down)
- Charlie Adams (Yanni, Chameleon)
- Chris Adler (Lamb of God)
- Henry Adler
- Steven Adler (Guns N' Roses, Adler's Appetite)
- Rob Affuso (Skid Row)
- Charly Alberti (Soda Stereo)
- Tommy Aldridge (Black Oak Arkansas, Ted Nugent, Motörhead, Ozzy Osbourne)
- Tim "Herb" Alexander (Primus)
- Rashied Ali
- Rick Allen (Def Leppard)
- Tony Allen (Fela Kuti, The Good, the Bad and the Queen)
- Pelle Alsing
- Barry Altschul
- Klas Anderhell (Jerusalem, Edin/Ådahl, Charlotte Höglund, Carola Häggkvist med flera)
- Andy Anderson (The Cure)
- Micke "Syd" Andersson (Gyllene Tider)
- Nicke Andersson (Entombed)
- Richard Ankers (Melody Club, Strip Music och Consequences)
- Carmine Appice (Vanilla Fudge, Cactus, Beck, Bogert & Appice)
- Vinny Appice (Black Sabbath, Dio, Heaven and Hell)
- Kenny Aronoff (John Mellencamp, The Smashing Pumpkins, John Fogerty)
- Duncan Arsenault (The Curtain Society)
- Steve Asheim (Deicide)
- Sampsa "Kita" Astala (Lordi)
- Fred Asp (Alien Beat, Reeperbahn och Imperiet)
- Bryce Avary (The Rocket Summer)
- Mick Avory (The Kinks)
- Henrik Axelsson (Implode, session)
- Martina Axén (Drain)
- Martin Axenrot (Opeth)
- Carla Azar (Autolux)

## B
- Fredrik Badh (Endurance)
- Ginger Baker (Cream, Blind Faith)
- Butch Ballard

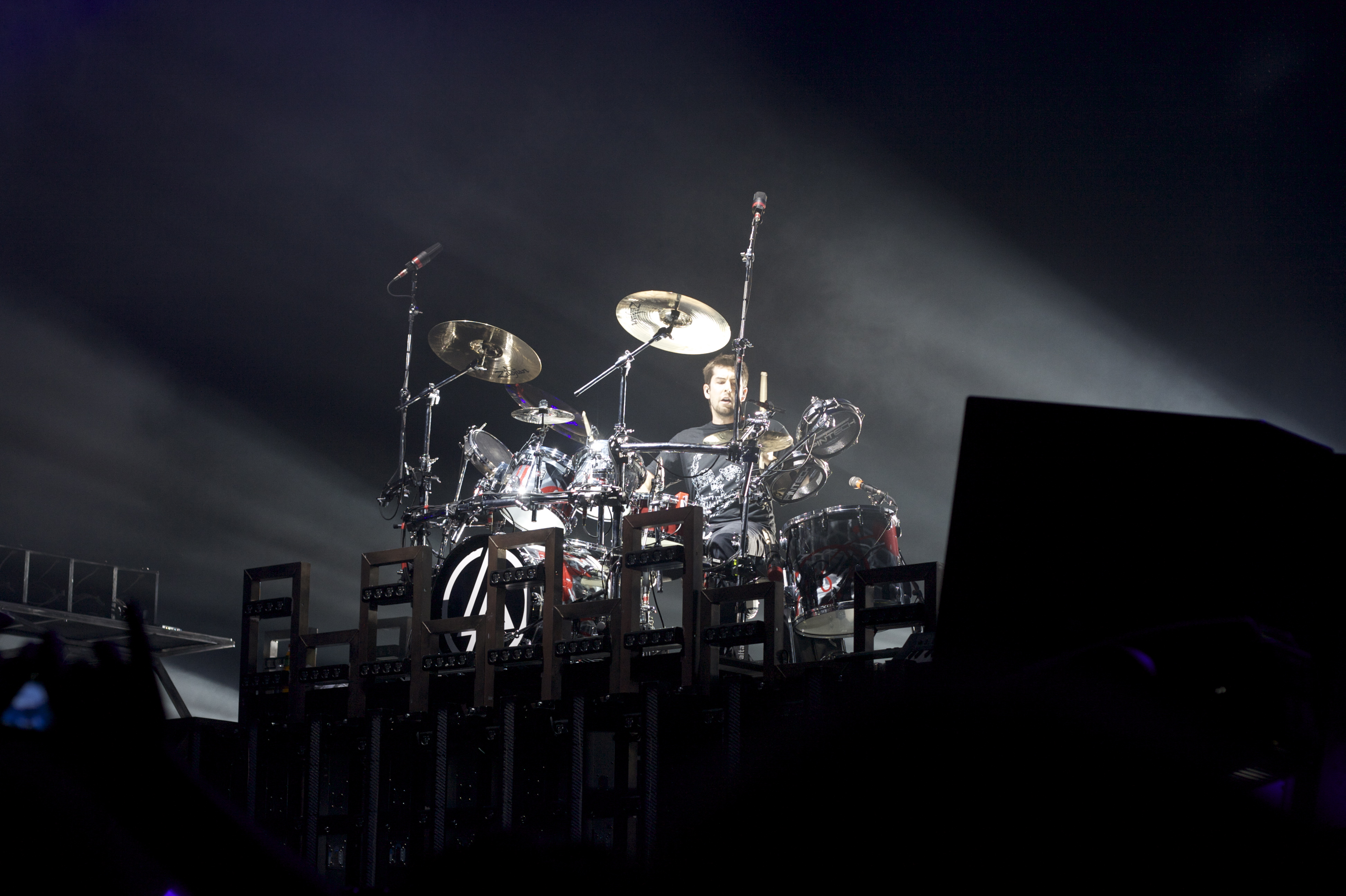
Rob Bourdon under en konsert i globen.

- Frankie Banali (Quiet Riot, W.A.S.P.)
- Paul Barbarin
- John Barbata (Jefferson Airplane)
- Danny Barcelona (Louis Armstrong)
- Michael Barker (The John Butler Trio)
- Nicholas Barker (Cradle of Filth, Dimmu Borgir)
- Micke Backelin Lord Belial, Vassago
- Travis Barker (The Aquabats, Blink-182, Boxcar Racer, Transplants, +44)
- Lauren Barlow (Barlow Girl)
- Brandon Barnes (Rise Against)
- Barriemore Barlow (Jethro Tull)
- Steve "Smiley" Barnard (Robbie Williams, The Mescaleros)
- Joey Baron (Laurie Anderson)
- Carlton Barrett (Bob Marley & The Wailers)
- Frank Beard (ZZ Top)
- Carter Beauford (Dave Matthews Band)
- Marty Beller (They Might Be Giants)
- Louie Bellson
- Leila Bela (Pigface)
- Charlie Benante (Anthrax, S.O.D.)
- Brian Bennett (The Shadows)
- Taz Bentley (Reverend Horton Heat, Burden Brothers)
- August Berg (Moneybrother, Ironville, Florence Valentin)
- Bill Berry (R.E.M.)
- Johan Belfrage (Sounders, Chiquita)
- Wuv Bernardo (P.O.D.)
- Pete Best (The Beatles)
- Bev Bevan (Electric Light Orchestra)
- Les Binks (Judas Priest)
- Chuck Biscuits (D.O.A., Black Flag, Danzig)
- Gregg Bissonette
- Curt Bisquera (Elton John, Mick Jagger)
- Jason Bittner (Shadows Fall)
- Per Bjelovuk (Aggressive Chill)
- Brant Bjork (Kyuss)
- Kenneth Björklund (Svenska Akademien, Stures Dansorkester)
- Fredrik Björling (Dungen)
- Jet Black (The Stranglers)
- Jimmy Carl Black (The Mothers of Invention)
- Cindy Blackman
- Ed Blackwell
- Brian Blade (Joni Mitchell)
- Hal Blaine
- Art Blakey
- Michael Bland
- Jody Bleyle (Hazel)
- Jan Axel Blomberg (Mayhem, Arcturus, The Kovenant, Dimmu Borgir)
- Bobby Blotzer (Ratt)
- Felix Bohnke (Edguy)
- Cyrus Bolooki (New Found Glory)
- Sticky Bomb (Wilmer X, Torsson)
- Oskar "Ossi" Bonde (Johnossi)
- Mickey Bones
- Jason Bonham
- John Bonham (Led Zeppelin)
- Maya Bond
- Paddy Boom (Scissor Sisters)
- Mike Bordin
- Jamie Borger (Treat, Talisman)
- Andre Borgman (After Forever)
- Tommy Borgudd (Lea Riders Group, Made in Sweden, Solar Plexus, Abba)
- Stefan Borsch (Vikingarna, Stefan Borsch orkester, Anders Engbergs, Keith Elwins Orkester med flera)
- Paul Bostaph
- Roy Boulter (The Farm)
- Rob Bourdon (Linkin Park)
- Jimmy Bower (Down)
- Terry Bozzio (Frank Zappa, Missing Persons, Korn)
- Matt Brann (Avril Lavigne)
- Nash Breen (Armor for Sleep)
- Don Brewer (Grand Funk Railroad)
- Ned Brower (Rooney)
- Harold Brown (War)
- Will Hull Brown (The Cat Empire)
- Bill Bruford (Bruford, Genesis, King Crimson, Yes)
- Bob Bryar (My Chemical Romance)
- Peter Brunius (Pelles kapell)
- Ola Brunkert (Abba, Arne Domnérus, Ted Gärdestad, Tomas Ledin med flera)
- Mike Buck
- Rick Buckler (The Jam)
- Brendan Buckley (Shakira, Damien Rice, Fulano)
- David Buckner (Papa Roach)
- Budgie (Siouxsie & the Banshees)
- Buffeln (Raubtier)
- Luke Bullen (The Mescaleros, KT Tunstall)
- Clive Bunker (Jethro Tull)
- Larry Bunker
- Clem Burke (Blondie, The Romantics, Eurythmics Ramones)
- Richard James Burgess (Landscape)
- Dominik Burkhalter
- Clive Burr (Iron Maiden)
- Andrew Burrows (Razorlight)
- Ron Bushy (Iron Butterfly)
- Chad Butler (Switchfoot)
- Frank Butler
- Dean Butterworth (Good Charlotte)
- Jared Byers (Royal Empire Music, Bleach, Relient K, The Rocket Summer, Audio Adrenaline)
- Scott Byrne (Instant Death)
- Ben Gordon (Parkway Drive)

## C
- David Calabrese (The Misfits, Graves, Dr. Chud's X-Ward)
- Will Calhoun (Living Colour)
- Phill Calvert (The Birthday Party)
- Matt Cameron (Soundgarden, Pearl Jam)
- Brendan Canty (Fugazi)
- Jim Capaldi (Traffic)
- Frank Capp
- Danny Carey (Tool, Pigmy Love Circus)
- Karen Carpenter (The Carpenters)
- Bun E. Carlos (Cheap Trick)
- Janne "Loffe" Carlsson (Hansson & Karlsson)
- Rune Carlsson (Mikael Ramel, Merit Hemmingson, Gunnar Silja-Bloo Nilsson, Gösta Linderholm, Cornelis Vreeswijk)
- Patrick Carney (The Black Keys)
- Eric Carr (Kiss)
- Randy Carr (Social Distortion)
- Johnny Carson (Tonight Show)
- Adam Carson (AFI)
- Ernest Carter (E Street Band)
- Gyp Casino (Hanoi Rocks)
- Torry Castellano (The Donnas)
- Joey Castillo (Queens of the Stone Age, Danzig)
- Randy Castillo (Ozzy Osbourne, Lita Ford, Mötley Crüe)
- Deen Castronovo (Journey)
- Jason Castro
- Igor Cavalera (Sepultura, Cavalera Conspiracy)
- Cerrone
- Chris Cester (Jet)
- Romeo Challenger (Showaddywaddy, Black Widow)
- Jimmy Chamberlin (The Smashing Pumpkins, Jimmy Chamberlin Complex)
- Dennis Chambers
- Martin Chambers (The Pretenders)
- Will Champion (Coldplay)
- Chad Channing (Nirvana)
- Brian Chase (Yeah Yeah Yeahs)
- Damon Che (Don Caballero)
- Gary Chester
- Terry Chimes (The Clash, Black Sabbath)
- Mike Chiplin (Lostprophets)
- Brian Chippendale (Lightning Bolt, Mindflayer)
- Amílcar Christófaro (Torture Squad)
- Richard Christy (Death, Control Denied, Iced Earth)
- Chad Clark
- Dave Clark (The Dave Clark Five)
- Kenny Clarke
- Michael Clarke (The Byrds, The Flying Burrito Brothers, Firefall)
- Louie Clemente (Testament)
- Doug Clifford (Creedence Clearwater Revival)
- Jimmy Cobb
- Billy Cobham (Mahavishnu Orchestra)
- King Coffey (Butthole Surfers)
- John Coghlan (Status Quo)
- Vinnie Colaiuta ( Frank Zappa, Gino Vannelli, Joni Mitchell, Barbra Streisand, Sandy & Junior, Clannad, Wang Chung, Chaka Khan, and Jeff Beck, Chick Corea, Herbie Hancock, Jimmy Haslip, Quincy Jones, the Buddy Rich Big Band, Sting, Faith Hill, Megadeth, Peter Gabriel)
- Richard Colburn (Belle & Sebastian)
- Cozy Cole
- Claude Coleman (Ween)
- Phil Collins (Genesis, Brand X, Flaming Youth)
- Grant Collins
- Bobby Colomby (Blood, Sweat & Tears)
- Scott Columbus (Manowar)
- Chuck Comeau (Simple Plan)
- Ricardo Confessori (Angra, Shaaman)
- Jeff Conrad (Phantom Planet)
- Tony Connor (Hot Chocolate, Audience, Jackson Heights)
- Gerry Conway
- Paul Anthony Cook (Sade, Pride, Esposito)
- Paul Cook (Sex Pistols)
- Tré Cool (Green Day, Foxboro Hot Tubs, The Network, The Lookouts)
- Rick Coonce (The Grass Roots)
- Jason Cooper (The Cure)
- Stewart Copeland (Curved Air, The Police)
- Caroline Corr (The Corrs)
- Jody Cortez (Christopher Cross, Billy Idol)
- Billy Cotton
- John Convertino (Calexico)
- Scott Crago (Eagles, Sheryl Crow, Stevie Wonder)
- Shawn Crahan (Slipknot)
- Aaron Crawford (Flee the Seen)
- Peter Criss (Kiss)
- Dale Crover (Melvins, Nirvana)
- Dave Culross
- James Culpepper (Flyleaf)
- Abe Cunningham (Deftones)
- Mickey Curry (Bryan Adams, Hall & Oates)
- Chris Curtis (The Searchers)
- Stephen Cushman (Relient K, Narcissus)
- Chris Cutler (Henry Cow, Art Bears)

## D
- Morten "Diesel" Dahl (TNT)
- Mats "Dalton" Dahlberg (Treat, Speedy Gonzales)
- Brann Dailor (Mastodon)
- Hans Dalén (Torsson)
- Sean Dalton (The Trews)
- Chris Dangerous (The Hives)
- Jay Dee Daugherty (Patti Smith Group)
- Adrienne Davies (Earth)
- Dennis Davis (David Bowie)
- Dávid L. J. (Steel Of Struggle)
- Kevin Dean (Brand New Sin)
- Mikkey Dee (King Diamond, Motörhead, Scorpions)
- Pete de Freitas (Echo & the Bunnymen)
- Jimmy DeGrasso (Alice Cooper, Lita Ford, Ozzy Osbourne, White Lion, Suicidal Tendencies, Y&T, Megadeth)
- Jack DeJohnette
- John Densmore (The Doors)
- Victor DeLorenzo (Violent Femmes)
- Trav Demsey (The Living End)
- Liberty DeVitto (Billy Joel)
- Dexy (Banka Bäver)
- Malcolm Dick (Blackmore's Night)
- Werner "Zappi" Diermaier (Faust)
- Jerome Dillon (Nine Inch Nails)
- Josh Dion (Chuck Loeb)
- Tage Dirty (Dag Vag)
- Baby Dodds
- Billy Doherty (The Undertones)
- Brian Doherty (They Might Be Giants, John Linnell)
- Micky Dolenz (The Monkees)
- John Dolmayan (System of a Down, Scars on Broadway)
- Virgil Donati
- Dave Douglas (Relient K, Agnes, Gypsy Parade)
- Brian Downey (Thin Lizzy)
- Gary Driscoll (Rainbow, Elf)
- Shawn Drover (Megadeth)
- Steven Drozd (The Flaming Lips)
- Greg Drudy (Interpol, Saetia, Hot Cross)
- Gigi Drums
- Spencer Dryden (Jefferson Airplane)
- Max Duhamel (Kataklysm)
- Nelu Dumitrescu (IRIS)
- Aynsley Dunbar
- Weston DuPree (Eisley)
- Mario Duplantier (Gojira)
- Alex Duthart
- Nick D'Virgilio (Genesis, Tears for Fears, Spock's Beard)
- Orri Páll Dýrason (Sigur Rós)

## E
- Sheila E (Prince)
- Graeme Edge (Moody Blues)
- Andy Edwards (IQ)
- Phil Ehart (Kansas)
- Christian Eigner (Depeche Mode live)
- Joakim Ekberg (Trio X, Kjell Öhman Trio etc.)
- Greg Eklund (Everclear, The Oohlas)
- Joel Ekman (Stone Sour)
- Rev Otis Elevator (The Hamsters)
- Blas Elias (Slaughter)
- Manny Elias (Tears for Fears)
- Greg Elmore (Quicksilver Messenger Service)
- Sonny Emory
- Lorne Entress
- Josh Eppard (Coheed and Cambria)
- Folke Erbo
- Daniel Erlandsson (Arch Enemy)
- Adrian Erlandsson (At the Gates, Cradle of Filth)
- Magnus "Norpan" Eriksson
- Matz Robert "Robban" Eriksson (The Hellacopters)
- Åke Eriksson (Attack, Wasa Express)
- Greg Errico (Sly & the Family Stone)
- Peter Erskine (Weather Report)
- Aaron Escolopio (Good Charlotte, Wakefield)
- Fred Estby (Dismember)
- Guy Evans (Van der Graaf Generator)

## F
- Tony Fagenson (Eve 6, The Sugi Tap)
- Danny Farrant (Buzzcocks)
- Jon Farriss (INXS)
- Zac Farro (Paramore)
- Tats Faustino
- Johnny Fay (The Tragically Hip)
- Chris Fehn (Slipknot)
- John Fell (Heroine Sheiks)
- Steve Felton (Mushroomhead)
- Fenriz (Darkthrone)
- Andre’ Ferrari ( Celine Dion, Carola, Tommy Körberg, Robyn, Michael Bolton, Eva Dahlgren, Laleh, Väsen och Snarky Puppy)
- Frank Ferrer (Guns N' Roses)
- Steve Ferrone (Chaka Khan, Eric Clapton, Tom Petty and the Heartbreakers)
- Billy Ficca (Television)
- Anton Fig (Frehley's Comet, CBS Orchestra)
- Mika Fineo (Filter, Waking Season)
- Pete Finestone (Bad Religion)
- Ginger Fish (Marilyn Manson)
- Jon Fishman (Phish)
- Mick Fleetwood (Fleetwood Mac, John Mayall's Bluesbreakers)
- Blake Fleming (The Mars Volta)
- Billy Flynn(Geggy Tah, OPM)
- Matt Flynn (Maroon 5)
- Justin Foley (Killswitch Engage, Blood Has Been Shed)
- Steve Foley (The Replacements, Curtiss A)
- D.J. Fontana (Elvis Presley)
- Sam Fogarino (Interpol)
- Nathan Followill (Kings of Leon)
- Nicke Forsberg (Elin Ruth med flera)
- Andrew Forsman (The Fall of Troy)
- Josephine Forsman (Sahara Hotnights)
- Jesper Forselius (The Kristet Utseende)
- Keith Forsey (Giorgio Moroder productions, Donna Summer, Boney M)
- Al Foster
- Lucas Fox (Motörhead)
- Harald Fragner (GHWT)
- Christopher Franke (Tangerine Dream, Agitation Free)
- Chris Frantz (Talking Heads)
- Svante Fregert (Commando M Pigg)
- John French
- Matt Frenette (Loverboy)
- Josh Freese (The Vandals, A Perfect Circle, Guns N' Roses, New Radicals, Nine Inch Nails, Black Light Burns)
- Todd Frescone (Relient K)
- Frost (Satyricon, 1349)
- Peter Furler (Newsboys)
- Travis Fullerton
- Jon Fält (Bobo Stenson med flera)

## G

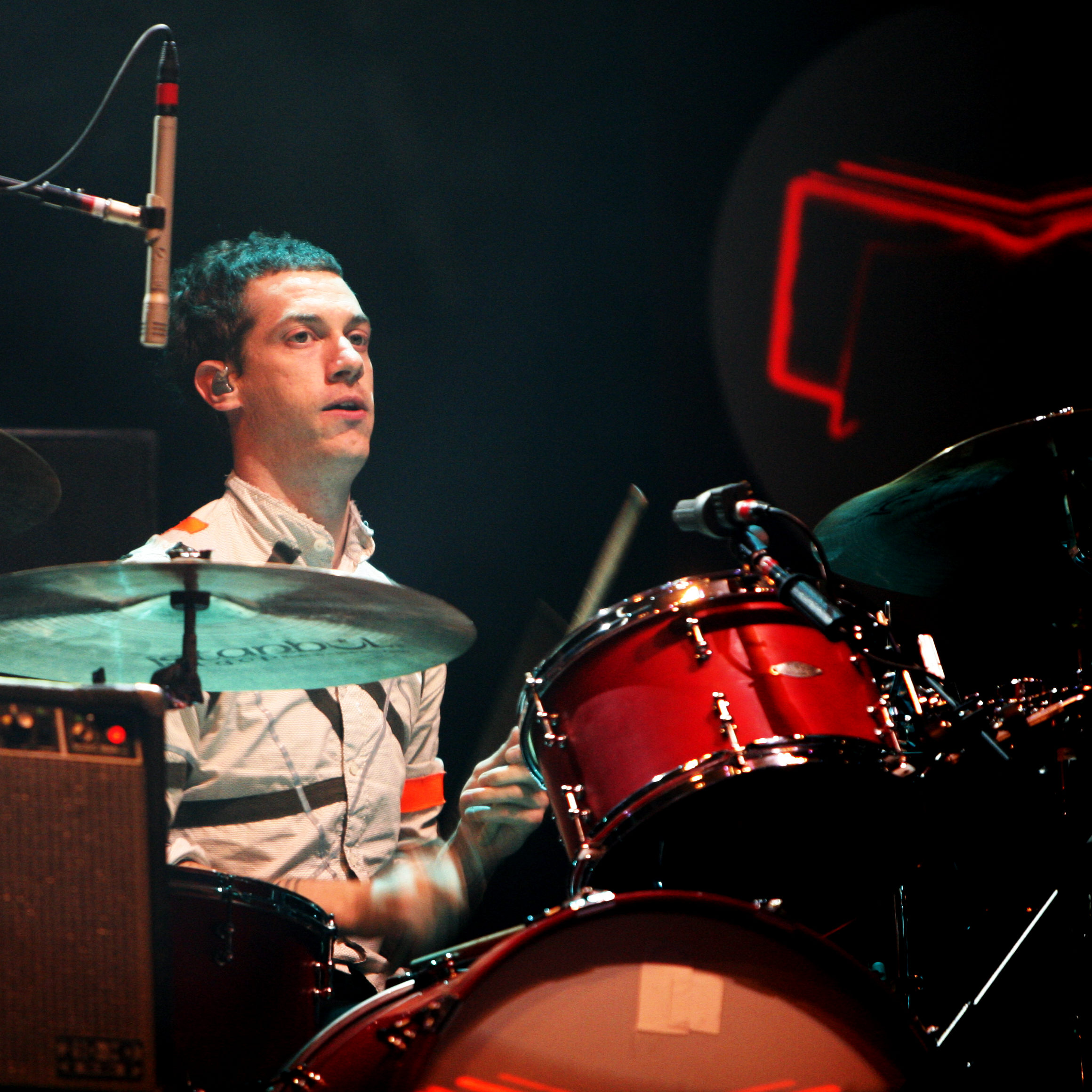
Jeremy Gara

- Steve Gadd (Paul Simon, Eric Clapton)
- Danne Gansmoe (True Gospel Creation (TGC), Salt, Vatten, Jerusalem)
- Jeremy Gara (Arcade Fire)
- Rob Gardner (Guns N' Roses)
- Carlos De La Garza (Suburban Rhythm, Reel Big Fish)
- Josh Garza (The Secret Machines)
- Jerry Gaskill (King's X)
- Bud Gaugh (Sublime, Eyes Adrift)
- Joel Gausten (The Undead, Pigface, Electric Frankenstein)
- Chris Gaylor (All American Rejects)
- Mel Gaynor (Simple Minds)
- Björn Gelotte (In Flames)
- Fredrik von Gerber (Intermezzo)
- Jens Gerlund (Flincka Fingrar)
- Mike Gibbins
- Frank Gibson, Jr.
- Samuel Giers (Mando Diao)
- Peter Giger
- Jeffrey Gilbert (Kutless, Seven Places)
- Michael Giles (King Crimson)
- Martin Gilks (The Wonder Stuff)
- Pete Gill (Saxon, Motörhead)
- Aaron Gillespie (Underoath, The Almost)
- Benjamin Gillies (Silverchair)
- Danny Goffey (Supergrass)
- Paul Goldberg
- Alex González (Maná)
- Robin Goodridge (Bush)
- Oliver Goodwill
- Mark Goodwin (Sick Puppies)
- Bobby Graham
- Ed Graham (The Darkness)
- Sebastien Grainger (Death from Above 1979)
- Derek Grant (Alkaline Trio)
- Steve Grantley (Stiff Little Fingers)
- Milford Graves
- Rocky Gray (Evanescence, Machina)
- Jeremiah Green (Modest Mouse)
- Dominic Greensmith (Reef, Carbon/Silicon)
- Adrian Griffin (28 Days)
- Dave Grohl (Scream, Nirvana, Foo Fighters, Queens of the Stone Age, Tenacious D)
- Andy "Stoker" Growcott (Dexys Midnight Runners, General Public)
- Trilok Gurtu
- Emil Gustafsson (freelance)
- Joakim Göthberg (Nifters)

## H
- Tomas Haake (Meshuggah)
- Hena Habegger (Gotthard)
- Rob Hague (S*M*A*S*H)

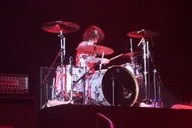
Andy Hurley under en konsert 2006.

- Kai Hahto (Wintersun, Max on the Rox)
- Tony Hajjar (At the Drive-In, Sparta)
- Omar Hakim (Sting, Weather Report, Dire Straits, Madonna)
- Aki Hakala (The Rasmus)
- Tubby Hall
- Willie Hall (Blues Brothers)
- Chico Hamilton
- Jeff Hamilton
- Jan Hammer
- Paul Hanley (The Fall, The Lovers)
- Zac Hanson (Hanson)
- Brad Hargreaves (Third Eye Blind)
- Beaver Harris
- Gavin Harrison
- Oscar Harrison (Ocean Colour Scene)
- Grant Hart (Hüsker Dü)
- Mickey Hart (Grateful Dead)
- Kevin Haskins (Bauhaus)
- Jordan Hastings (Alexisonfire)
- John Haughm (Agalloch)
- Ian Haugland (Europe, Baltimoore, Brazen Abbot)
- Taylor Hawkins (Alanis Morissette, Foo Fighters, Taylor Hawkins and the Coattail Riders)
- Yoshiki Hayashi (X Japan)
- Roy Haynes
- Richie Hayward (Little Feat)
- Topper Headon (The Clash)
- Manic Hedgehog (Sonic Underground)
- Mike Heidorn (Uncle Tupelo, Son Volt)
- Matt Helders (Arctic Monkeys)
- Levon Helm (The Band)
- Gerry Hemingway (Anthony Braxton)
- Don Henley (Eagles)
- Bob Henrit (The Kinks)
- Danny Herrera (Napalm Death)
- Raymond Herrera (Fear Factory)
- Myles Heskett (Wolfmother)
- Chris Hesse (Hoobastank)
- Paul Hester (Split Enz, Crowded House)
- Steve Hewitt (Placebo)
- Billy Higgins
- Zach Hill (Hella, Death Grips)
- Steve Hindalong
- Rob Hirst (Midnight Oil)
- Jon Hiseman (Graham Bond Organisation, Colosseum), Tempest, Colosseum II)
- Russel Hobbs (Gorillaz)
- Nick Hodgson (Kaiser Chiefs)
- Guy Hoffman (BoDeans, Violent Femmes)
- Gene Hoglan (Death, Strapping Young Lad, Dethklok)
- Mike Holoway
- W.S. Holland (Tennessee Three)
- Josh Homme (Eagles of Death Metal)
- Reidar "Horgh" Horghagen (Immortal, Hypocrisy)
- Dominic Howard (Muse)
- Stet Howland
- Georgia Hubley (Yo La Tengo)
- Richard Hughes (Keane)
- Dann Hume (Evermore)
- Jeremy Hummel (Breaking Benjamin)
- John Humphrey (Seether)
- Will Hunt (Dark New Day, Evanescence)
- Craig Hunter (The Philosopher Kings)
- Andy Hurley (Fall Out Boy)
- George Hurley (Minutemen, Firehose)
- Gary Husband (John McLaughlin, Level 42)
- Clint Hyndman (Something for Kate)

## I
- Tris Imboden (Chicago)
- Inferno (Behemoth)
- Jack Irons (Red Hot Chili Peppers, Pearl Jam)
- Ipe Ivandić (Bijelo Dugme)

## J
- Jesper Strömblad (In Flames)

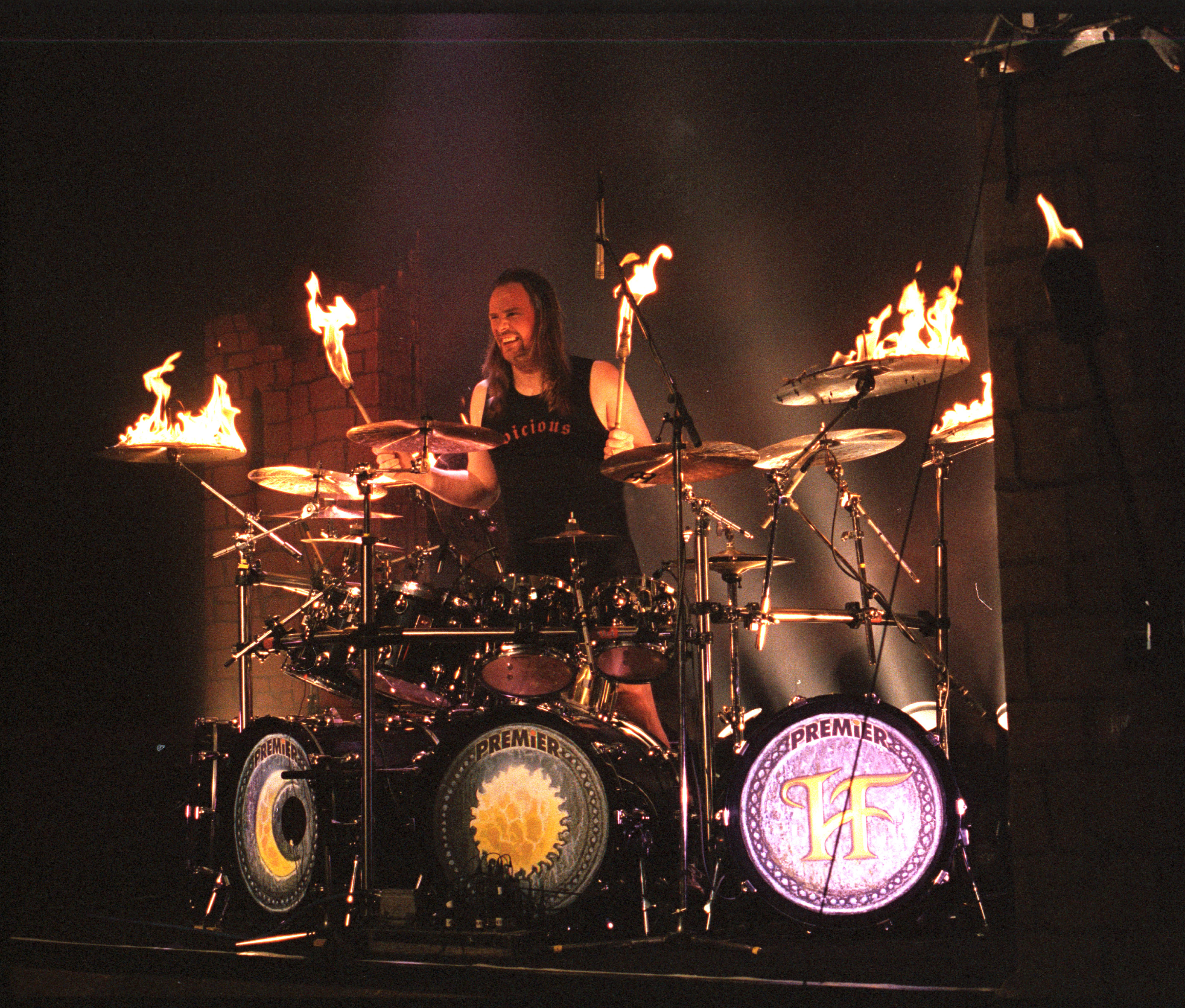
Anders Johansson

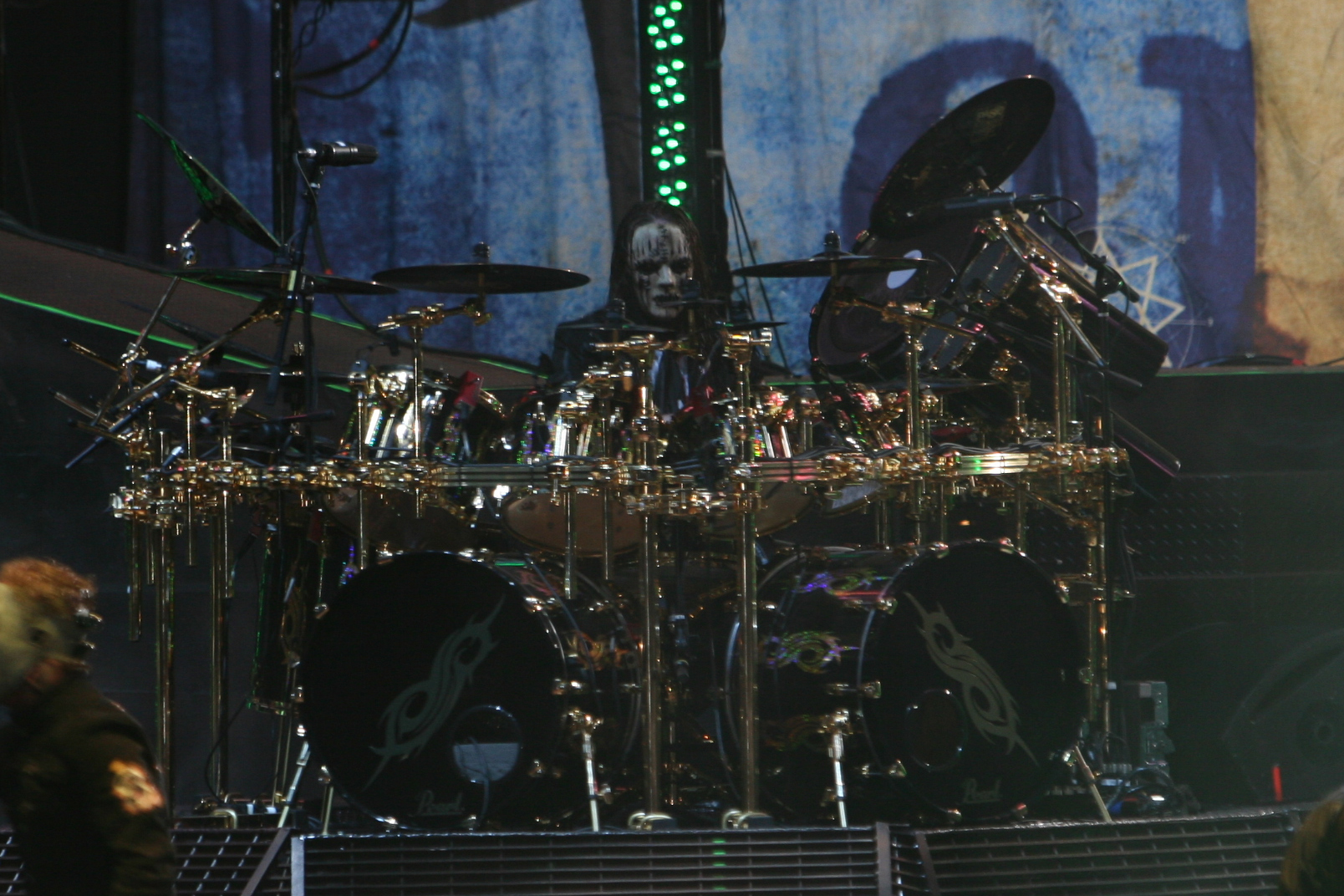
Joey Jordison

- Al Jackson, Jr. (Stax Records, Booker T. & The M.G.'s, Otis Redding)
- Steve Jansen
- Bobby Jarzombek, (Spastic Ink, Sebastian Bach)
- Ken Jay (Static-X)
- Darren Jessee (Ben Folds Five)
- Akira Jimbo
- Steve Jocz (Sum 41)
- Nick Jonas (Jonas Brothers)
- Elvin Jones (John Coltrane)
- G.B. Jones (Fifth Column)
- Kenney Jones (Small Faces, Faces, The Who)
- Philly Joe Jones
- Anders Johansson (Hammerfall)
- Emil Johnson (Black Flag)
- Matt Johnson
- Ben Johnston (Biffy Clyro)
- Benn Jordan (The Flashbulb)
- Steve Jordan (CBS Orchestra, X-pensive Winos, Eric Clapton)
- Joey Jordison (Slipknot, Murderdolls, Korn, Ministry, Metallica, Satyricon, 3 Inches of Blood)
- Dave Joyal (Silent Drive)
- Harry Judd (McFly)
- John Bonham (Led Zeppelin)
- Jan Axel Blomberg (MayheM)
- Lothar B. Jönsson (Helmer Bryds Eminent Five Quartet)
- Olle Jönsson (Lasse Stefanz)
- Jan "Cick" Wernström (Gillstrands).

## K
- Kami (Malice Mizer)
- Karsh Kale
- Petter Karlsson (Diablo Swing Orchestra)
- Kai (The Gazette)
- Mika "Gas Lipstick" Karppinen (HIM)
- Manu Katché
- Carlo Khoshaba
- Chris Kavanagh (Sigue Sigue Sputnik, Big Audio Dynamite II)
- Nao Kawakita (Maximum The Hormone)
- Martin Kearns
- John Keeble (Spandau Ballet)
- Patrick Keeler (The Raconteurs, The Greenhornes)
- Nate Kelley
- Johnny Kelly (Type O Negative, Danzig, A Pale Horse Named Death)
- Jim Keltner (Ry Cooder, George Harrison, Traveling Wilburys)
- Barry Kerch (Shinedown)
- Dave Kerman (5uu's, Present)
- Billy Kersands
- Lee Kerslake (Uriah Heep)
- Ontronik Khachaturian (System of a Down)
- John Kiffmeyer (Green Day)
- Billy Kilson
- Jim Kimball (The Jesus Lizard, Firewater)
- David King (The Bad Plus)
- Sean Kinney (Alice in Chains)
- Pete Kircher (Status Quo)
- Ted Kirkpatrick (Tourniquet)
- Robert Klasen (Noice)
- Johnny Klein
- Chris Knapp (The Ataris)
- Paul Koehler (Silverstein)
- Kris Kohls (Adema)
- Max Kolesne (Krisiun)
- James Kottak (Scorpions)
- Athena Kottak (KrunK)
- Joey Kramer (Aerosmith)
- Steven Kray
- Eric Kretz (Stone Temple Pilots)
- Bill Kreutzmann (Grateful Dead)
- Jonas Kronberg (Aggressive Chill)
- Gene Krupa
- Russ Kunkel (Jackson Browne, Carly Simon, James Taylor, David Crosby, Graham Nash)
- Sami Kuoppamäki (Stratovarius, Apocalyptica)

## L
- Abe Laboriel, Jr. (Paul McCartney)
- Papa Jack Laine
- Corky Laing (Mountain, West, Bruce and Laing)
- Mercedes Lander (Kittie)
- Brian Lane (Brand New)
- Jay Lane (Ratdog)
- Thomas Lang
- Honey Lantree (The Honeycombs)
- Shannon Larkin (Godsmack, Ugly Kid Joe, Wrathchild America)
- Joel Larson (The Grass Roots, The Merry-Go-Round, The Turtles, Gene Clark, Lee Michaels)
- Fredrik Larzon (Millencolin)
- Tuomo Lassila (Stratovarius)
- Jon Lee (Feeder
- Tommy Lee (Rock Star Supernova, Mötley Crüe, Methods of Mayhem)
- Lucky Lehrer (Circle Jerks)
- Shannon Leto (30 Seconds to Mars)
- Matt Letley (Status Quo)
- Stan Levey
- Mel Lewis
- Jess Lidyard (Tubeway Army)
- Jaki Liebezeit (Can)
- Zach Lind (Jimmy Eat World)
- Per Lindvall (Abba, Lisa Nilsson, Mary J Blige, Ray Charles, Tomas Ledin, Magnus Uggla, Stevie Wonder)
- Carlo Little (The Rolling Stones, Cyril Davies, Screaming Lord Sutch)
- Ian-Paolo Lira (Lillasyster)
- Pete Lockett
- Dani Loeble (Helloween)
- Torstein Lofthus (Shining, Torun Eriksen, Maria Mena)
- Dave Lombardo (Slayer)
- Larrie Londin (Journey, Steve Perry)
- Derek Longmuir (Bay City Rollers)
- Martin Lopez (Opeth, Amon Amarth, Soen)
- Vini Lopez (E Street Band)
- Bill Lordan (Sly & the Family Stone, Robin Trower)
- David Lovering (Pixies)
- Mike Luce (Drowning Pool)
- Troy Luccketta (Tesla)
- Jonas Lundh (Maggies Farm, Poetry, State of Art)
- Simon Lundin (Expanders, The Buddies)
- Ray Luzier (Korn, David Lee Roth, Army of Anyone)

## M
- Dave Mackintosh (DragonForce)
- Mark Maher (Spiderbait)
- Mike Mahoney (Blood for Blood)
- Chris Maitland (Porcupine Tree)
- Mike Malinin (Goo Goo Dolls)
- Samantha Maloney (Hole, Mötley Crüe, Eagles of Death Metal, Peaches)
- Jordan Mancino (As I Lay Dying)
- Mike Mangini (Extreme, Steve Vai)
- Shelly Manne
- Bryan Mantia (Primus, Guns N' Roses)
- Larance Marable
- Raimund Marasigan (The Eraserheads)
- Jess Margera (CKY)
- Jerry Marotta (Linda Ronstadt)
- John Marshall
- Billy Martin (Medeski Martin & Wood)
- Chris Mars (The Replacements)
- Andrew Martinez (Nekromantix)
- Anthony Martinez (Black Flag)
- J Mascis
- Billy Mason (Tim McGraw, Faith Hill, Tobin Sprout)
- Harvey Mason (Herbie Hancock, Fourplay)
- Nick Mason (Pink Floyd)
- Pat Mastelotto
- Dave Mattacks
- Mario Matthias (blackmail)
- Jon Mattox
- Bill Maxwell (Koinonia, Andraé Crouch & The Disciples)
- John Mayhew (Genesis)
- Roy Mayorga (Soulfly, Amen, Ozzy Osbourne, Stone Sour)
- Nicko McBrain (Iron Maiden)
- Sam McCandless (Cold)
- Tony McCarroll (Oasis)
- Peter McCarthy (Big Tom and The Mainliners)
- Paul McCartney (The Beatles, Wings, The Fireman)
- Dave McClain (Machine Head)
- Michael McDermott (Bouncing Souls)
- Linda McDonald (The Iron Maidens, Phantom Blue)
- Michael McDonald
- Matthew McDonough (Mudvayne)
- Robbie McIntosh (The Average White Band)
- Jason McGerr (Death Cab for Cutie, Eureka Farm)
- Christopher McGuire
- Ed McTaggart
- Tony Meehan (The Shadows)
- Dave Mello (Operation Ivy)
- Nick Menza (Megadeth)
- Jerry Mercer (April Wine)
- Mark Michals (Faster Pussycat)
- Jörg Michael (Stratovarius, Rage)
- Brian Migdol (Black Flag)
- Miroslav Milatović (Riblja Čorba)
- Chris Mileski (Sick Puppies)
- Butch Miles (Count Basie)
- David Milhous (Lippy's Garden)
- Mitch Mitchell (The Jimi Hendrix Experience)
- Ralph Molina (Crazy Horse)
- Keith Moon (The Who)
- Sean Moore (Manic Street Preachers)
- Stanton Moore (Galactic)
- Joe Morello (Dave Brubeck Quartet)
- Fabrizio Moretti (The Strokes)
- Charlie Morgan
- Oscar Moro (Los Gatos, La Máquina de Hacer Pájaros, Serú Girán, Riff)
- Stephen Morris (Joy Division, New Order)
- Steve Morrison (The View)
- Ian Mosley (Marillion)
- Paul Motian
- Flo Mounier (Cryptopsy)
- Andy Mrotek (The Academy Is...)
- Larry Mullen Jr (U2)
- Luke Munns (Hillsong United, Brooke Fraser)
- Sunny Murray

## N
- Nao (Alice Nine)
- David Narcizo (Throwing Muses)
- Jeff Nelson (Minor Threat)
- Sandy Nelson
- Markus Nyström (Gislaved Drum and Drill Corps)
- Jukka Nevalainen (Nightwish, Sethian)
- Andy Newmark (Sly & the Family Stone, Roxy Music, ABC, Eric Clapton)
- Butch Norton (Eels)
- Paul Noonan (Bell X1)
- Sebastian Notini ( Lisa Nilsson, Robyn, Eagle-Eye Cherry och Marie Fredriksson)
- Nate Novarro (Cobra Starship)

## O
- Mark O'Connell (Taking Back Sunday)
- Babatunde Olatunji
- Jacob "Crouton" Olds (Family Force 5)
- Mattias Olsson (Änglagård)
- Nigel Olsson (Elton John, Uriah Heep, Plastic Penny)
- Joey Osbourne (Acid King)
- Nick Oshiro (Static-X)
- John Otto (Limp Bizkit)
- Ken Owen (Carcass)

## P
- Ian Paice (Deep Purple)
- Carl Palmer (Atomic Rooster, Emerson, Lake & Palmer, Asia)
- John Panozzo (Styx)
- Pete Parada (The Offspring, Saves the Day, Jackson United, Face to Face)
- Andrew Paresi (Morrissey, Buck's Fizz)
- Melvin Parker (Beach Boys)
- Deantoni Parks (Kudu)
- John Paris (Earth, Wind, & Fire)
- Longineu W. Parsons III (Yellowcard)
- Ted Parsons (Prong, Godflesh, Jesu)
- José Pasillas (Incubus)
- Vinnie Paul (Pantera, Damageplan, Hellyeah, Rebel Meets Rebel)
- Sonny Payne (Count Basie)
- Neil Peart (Rush)
- D.H. Peligro (Dead Kennedys)
- Chris Pennie (Dillinger Escape Plan, Coheed and Cambria)
- Stephen Perkins (Jane's Addiction, The Panic Channel)
- Lori Peters (Skillet)
- Debbi Peterson (The Bangles)
- Darrin Pfeiffer (Goldfinger)
- Slim Jim Phantom (The Stray Cats)
- Duncan Phillips (Newsboys)
- Scott Phillips (Creed, Alter Bridge)
- Simon Phillips (Toto)
- Pickles the Drummer (Dethklok)
- Demetra Plakas (L7)
- Jeff Plate (Trans-Siberian Orchestra, Metal Church)
- Mick Pointer (Marillion, Arena)
- Tommy Portimo (Sonata Arctica)
- Mike Portnoy (Dream Theater, Liquid Tension Experiment, Transatlantic)
- Cozy Powell (Rainbow, Jeff Beck Group, Whitesnake, Black Sabbath)
- Don Powell (Slade)
- Gary Powell (The Libertines, Dirty Pretty Things)
- Tim Powles (The Church)
- Jeff Porcaro (Toto)
- Steve Prestwich (Cold Chisel)
- Thomas Pridgen (The Mars Volta)
- Aquiles Priester (Angra, Freakeys)
- Bernard "Pretty" Purdie
- Artimus Pyle (Lynyrd Skynyrd)
- Robert Petersson (Outshine)

## Q
- Joel Quartermain (Eskimo Joe)
- Questlove (The Roots)

## R
- Jaska Raatikainen (Children of Bodom)
- Tommy Ramone (Ramones)
- Oliver Rangståhl (Steel Island)
- Andrew Ranken (The Pogues)
- Vesa Ranta (Sentenced)
- Herman Rarebell (Scorpions)
- Dave Raun (Lagwagon, Me First and the Gimme Gimmes)
- Razzle (Hanoi Rocks)
- Scott Raynor (Blink-182)
- Brett Reed (Rancid)
- George Rebelo (Hot Water Music)
- Jurgen Reil (Kreator)
- Jim Reilly (Stiff Little Fingers)
- Sean Reinert (Death, Cynic)
- Johan Reivén (Lok)
- Tony Reno (Europe)
- The Rev (Avenged Sevenfold)
- Buddy Rich
- Tony Richards (W.A.S.P.)
- Blake Richardson (Between the Buried and Me, Glass Casket)
- Bill Rieflin (Ministry, R.E.M.)
- Ben Riley
- Herlin Riley
- Jim Riley (Rascal Flatts)
- Steve Riley (W.A.S.P., L.A. Guns)
- Colin Rigsby (House of Heroes)
- Bobby "Z" Rivkin (The Revolution)
- ROBO (Black Flag, The Misfits)
- Max Roach
- Brad Roberts (Jizmak Da Gusha, GWAR)
- James Roberts (Phenomenon)
- Phil Robertson (Electronic Arts, Rez)
- David Robinson (Modern Lovers), (The Cars)
- Scott Rockenfield (Queensrÿche)
- Rikki Rockett (Poison)
- Derek Roddy (Hate Eternal)
- Alex Rodriguez (Saosin)
- Rob Rolfe (Enter Shikari)
- Morgan Rose (Sevendust)
- Hamish Rosser (The Vines)
- Dave Rowntree (Blur), (The Ailerons)
- Tony Royster Jr. (Imajin)
- Ilan Rubin (Lostprophets, Denver Harbor, Nine Inch Nails)
- Steve Rucker (Bee Gees)
- Phil Rudd (AC/DC)
- Tucker Rule (Thursday)
- Yuri Ruley (MxPx)
- Jason Rullo (Symphony X)
- Todd Rundgren
- Joe Russo (Benevento/Russo Duo)
- John Rutsey

## S

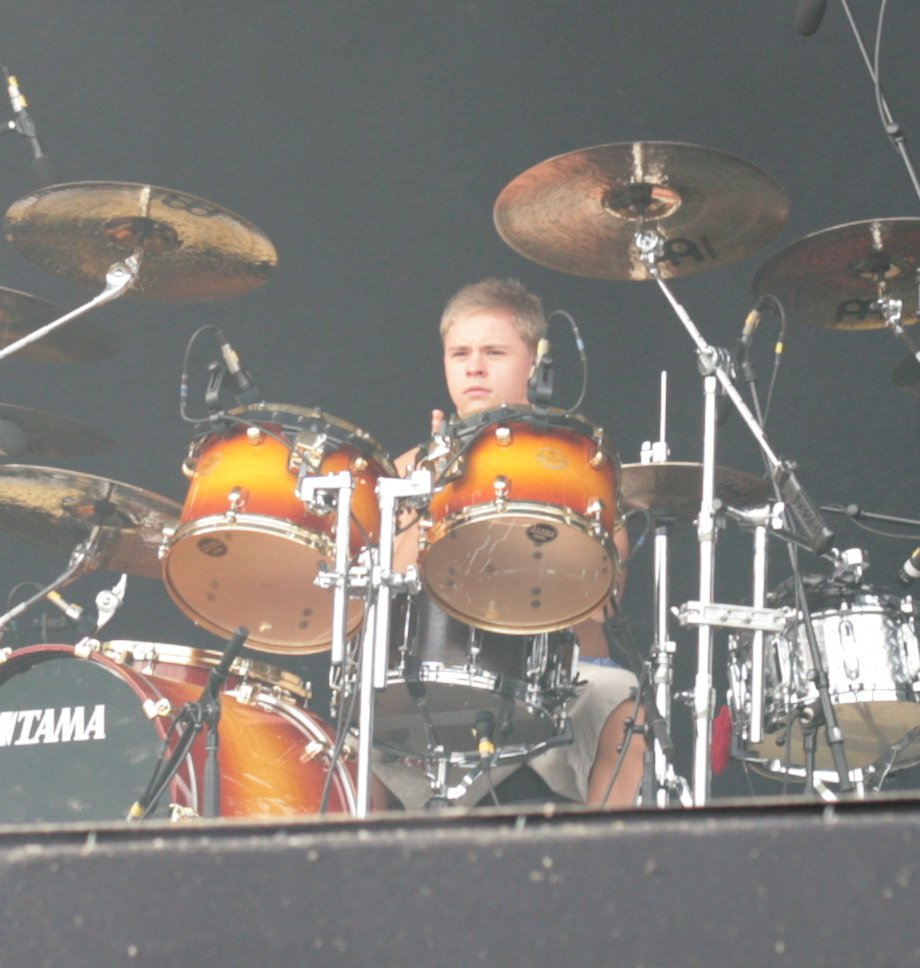
Gustav Schäfer.

- Sakura (L'Arc~en~Ciel, Zigzo, Sons of All Pussys)
- Brandon Saller (Atreyu)
- Gar Samuelson (Megadeth)
- Patrik Sahlgren (Academy)
- Antonio Sanchez (Pat Metheny Group)
- Neil Sanderson (Three Days Grace)
- Erik Sandin (NOFX)
- Pete Sandoval (Morbid Angel)
- Sassy (High and Mighty Color)
- Junichi Sato (Galneryus)
- Gustav Schäfer (Tokio Hotel)
- Bobby Schayer (Bad Religion)
- Kate Schellenbach (Beastie Boys), (Luscious Jackson)
- Christoph Schneider (Rammstein)
- Gina Schock (The Go-Go's)
- Jon "Bermuda" Schwartz ("Weird Al" Yankovic)
- Jason Schwartzman (Phantom Planet)
- Ingo Schwichtenberg (Helloween)
- Kliph Scurlock (The Flaming Lips)

- Assaf Seewi
- Phil Selway (Radiohead)
- Danny Seraphine (Chicago)
- Gabe Serbian (The Locust)
- Chad Sexton (311)
- Jim Shapiro (Veruca Salt)
- Chris Sharrock (The La's, Oasis)

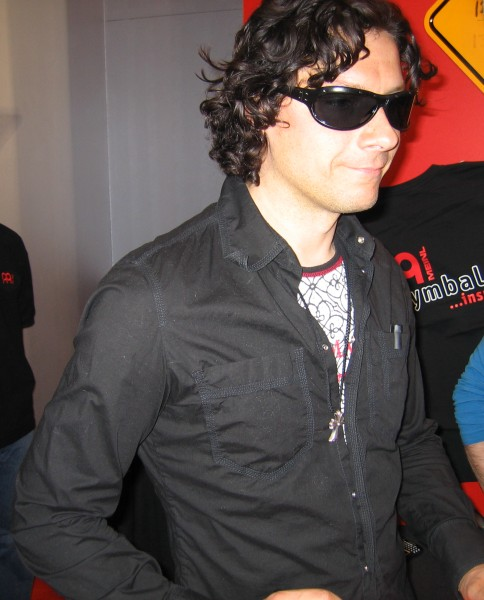
Christoph Schneider på musikmässan i Frankfurt am Main 2005.

- Ed Shaughnessy (Doc Severinsen, The Tonight Show with Johnny Carson)
- Seb Shelton (Dexys Midnight Runners)
- Jerry Shirley (Humble Pie, Fastway)
- Michael Shrieve (Santana)
- Bob Siebenberg (Supertramp)
- David Silveria (Korn)
- Jonathan Silver (Genesis)
- Eric Singer (Kiss, Alice Cooper, Black Sabbath, Brian May)
- Mikko Sirén (Apocalyptica)
- Åke Sirén (X-models)
- Joe Sirois (The Mighty Mighty Bosstones, Street Dogs)
- Sivamani
- Chris Slade (AC/DC, Manfred Mann's Earth Band, Asia, Uriah Heep)
- Chad Smith (Red Hot Chili Peppers)
- Marvin Smith (The Tonight Show With Jay Leno)
- Mike Smith (Suffocation)
- Spencer Smith (Panic at the Disco)
- Steve Smith (Journey, Vital Information)
- Travis Smith (Trivium)
- Ty Smith (Bullets and Octane, Guttermouth)
- Willie "Big Eyes" Smith (Muddy Waters)
- Aaron Solowoniuk (Billy Talent)
- Matt Sorum (The Cult, Guns N' Roses, Velvet Revolver)
- Jerry Speiser (Men at Work, Frost)
- Henry Spinetti (Eric Clapton, Pete Townshend, Paul McCartney)
- Squarepusher
- Zak Starkey (The Who, Oasis)
- John "Jabo" Starks (James Brown)
- Ringo Starr (The Beatles)
- Thomas Stauch (Blind Guardian, Savage Circus)
- John Steel (The Animals)
- Shaun Steels (Anathema)
- Ryland Steen (Reel Big Fish)
- Branden Steineckert (The Used, Rancid)
- Bill Stevenson (The Descendents, Black Flag)
- Jacki Stone (Vains of Jenna)
- Michael Stuart (Love)
- Bill Stewart
- Chad Stewart (L.A. Guns)
- Tommy Stewart (Godsmack, Lo-Pro)
- Tyler Stewart (Barenaked Ladies)
- Andy Strachan (Living End)
- Eddie Stratton (One Minute Silence)
- Clyde Stubblefield (James Brown)
- Andy Sturmer (Jellyfish, Beatnik Beatch)
- Todd Sucherman (Styx)
- Steve Schmidt (Chagrin)
- Alex Svenningson (Dead by April)
- Daniel Svensson (In Flames)
- Robert Sweet (Stryper)
- Chad Szeliga (Breaking Benjamin)

## T
- Jeremy Taggart (Our Lady Peace)
- Christian Tanna (I Mother Earth)
- Grady Tate
- Dallas Taylor (Crosby, Stills and Nash, Manassas, Van Morrison)
- Phil "Philthy Animal" Taylor (Motörhead)
- Roger Andrew Taylor (Duran Duran)
- Roger Meddows Taylor (Queen)
- Dolphin Taylor (Stiff Little Fingers, Tom Robinson Band)
- Joel Taylor
- Simon Taylor (Inme)
- Zachary Taylor
- Ted (Dead Kennedys)
- John Tempesta
- Mike Terrana (Masterplan)
- Shinya Terachi (Dir en grey)
- Jon Theodore (The Mars Volta)
- Alex Thomas
- Pete Thomas (The Attractions)
- Michael Thomas (Bullet for My Valentine)
- Chester Thompson (Frank Zappa, Phil Collins, Genesis)
- Paul Thompson (Roxy Music)
- Paul Thomson (Franz Ferdinand)
- Tony Thompson (Chic)
- Thunderstick (Iron Maiden, Samson)
- Srđan Todorović (Ekatarina Velika)
- Lol Tolhurst
- Matt Tong (Bloc Party)
- Dan Torelli (Madina Lake)
- Tico Torres (Bon Jovi)
- Trym Torson (Emperor)
- Jeff Tortora (Blue Man Group, Joey Belladonna, Joe Stump)
- Stuart Tosh (Pilot, The Alan Parsons Project)
- Rachel Trachtenburg (Trachtenburg Family Slideshow Players)
- Todd Trainer (Shellac)
- Dan Trapp (Senses Fail)
- Gene Trautmann (Eagles of Death Metal, Queens of the Stone Age, The Miracle Workers)
- Scott Travis (Judas Priest, Racer X)
- Maureen Tucker (The Velvet Underground)
- George Tutuska (Goo Goo Dolls, Jackdaw)
- Mick Tucker (The Sweet)

## U

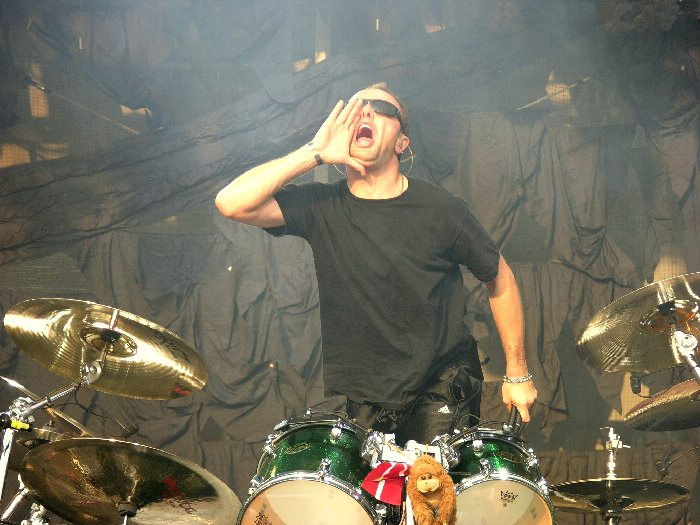
Lars Ulrich under en konsert 2004

- Lars Ulrich (Metallica)
- David Uosikkinen (The Hooters)
- Greg Upchurch (3 Doors Down)

## V
- Tobi Vail (Bikini Kill)
- Christian Vander (Magma)
- Alex Van Halen (Van Halen)
- Peter Van Hooke (Mike and the Mechanics)
- Ronnie Vannucci Jr. (The Killers)
- Dirk Verbeuren (Soilwork, Scarve)
- Butch Vig (Garbage)
- Brian Viglione (The Dresden Dolls)
- Nick Vincent
- Chris Vrenna (Nine Inch Nails, Tweaker)
- Jussi Vuori (The 69 Eyes

## W
- Brooks Wackerman (Suicidal Tendencies, Bad Religion)
- Chad Wackerman
- Matt Walker (Filter, The Smashing Pumpkins)
- Andy Ward (Camel)
- Bill Ward (Black Sabbath)
- Joey Waronker (Beck, The Smashing Pumpkins, Elliott Smith, R.E.M.)
- Rey Washam (Scratch Acid, Rapeman, Ministry)
- Kenny Washington
- Charlie Watts (The Rolling Stones)
- Jeff 'Tain' Watts
- John Weathers (Gentle Giant)
- Louie Weaver (Petra)
- Chick Webb
- Dave Weckl (The Dave Weckl Band)
- Ted Wedebrand (Shining)
- Max Weinberg (E Street Band, The Max Weinberg 7, Bruce Springsteen, Late Night with Conan O'Brien)
- Janet Weiss (Sleater-Kinney, Quasi)
- Ron Welty (The Offspring, Steady Ground)
- Mike Wengren (Disturbed)
- Paul Wertico (Pat Metheny)
- Andy Whale (Bolt Thrower)
- Sandy West (The Runaways)
- Alan White (Oasis)
- Alan White (Plastic Ono Band, Yes)
- Andy White
- Jack White (The Dead Weather)
- Jim White (The Dirty Three)
- Lenny White
- Maurice White (Ramsey Lewis, Earth, Wind, & Fire)
- Meg White (The White Stripes)
- Steve White (Paul Weller)
- Dan Whitesides (The Used)
- Barry Whitwam (Herman's Hermits)
- Brad Wilk (Rage Against the Machine, Audioslave)
- Atom Willard (The Offspring, Angels & Airwaves, The Special Goodness)
- Boris Williams
- Hank Williams III
- Johnny Williams (Raymond Scott)
- Steve Williams (Steve Williams, Shirley Horn)
- Terry Williams
- Tony Williams
- Van Williams (Nevermore)
- Josh Wills (Story of the Year)
- B. J. Wilson (Procol Harum)
- Dennis Wilson (The Beach Boys)
- Patrick "Pat" Wilson (Weezer)
- Ron Wilson (Surfaris)
- Gary Wiseman (Bowling for Soup)
- Pick Withers (Dire Straits)
- Alex Wolff (The Naked Brothers Band)
- Stevie Wonder
- Daniel Woodgate (Madness, Voice of the Beehive)
- Mick Woodmansey (David Bowie's Spiders from Mars)
- Alan Wren (The Stone Roses)
- Simon Wright (AC/DC, Dio)
- Robert Wyatt
- Howard Wyeth
- Ben Wysocki (The Fray)
- Jon Wysocki (Staind)

## Y
- Shinya Yamada (Luna Sea)
- Tim Yeung (Divine Heresy, Hate Eternal, Vital Remains)
- Yip Sai Wing (Beyond)
- Melissa York (Team Dresch, The Butchies)
- Adrian Young (No Doubt)
- Yukihiro (L'Arc~en~Ciel)

## Z
- Diego Zangado
- Nir Zidkyahu (Genesis, Ray Wilson)
- Dan Zimmermann (Gamma Ray, Freedom Call)
- Jay Ziskrout (Bad Religion)
- Mark Zonder (Fates Warning)
- Zoro (Lenny Kravitz)
- Cesar Zuiderwijk (Golden Earring)

## Å
- Morgan Ågren

## Ö
- Ole "Bone W. Machine" Öhman (Dissection, Ophthalamia, Deathstars)
- Petur ”Island” Östlund (Monica Zetterlund, Putte Wickman, Svante Thuresson)
- Magnus Öström (Esbjörn Svensson Trio)